# HIST1H3C
Histone H3.1 é uma proteína que em humanos é codificada pelo gene HIST1H3C.
As histonas são proteínas nucleares básicas que são responsáveis pela estrutura dos nucleossomos da fibra cromossômica nos eucariotos. Duas moléculas de cada uma das quatro histonas do núcleo (H2A, H2B, H3 e H4) formam um octâmero, em torno do qual aproximadamente 146 pb de DNA é envolvido em unidades repetidas, chamadas nucleossomos. A histona ligante, H1, interage com o DNA ligante entre nucleossomos e funciona na compactação da cromatina em estruturas de ordem superior. Esse gene é sem intron e codifica um membro da família histona H3. Os transcritos desse gene não possuem caudas de poliA, contendo um elemento de terminação palindrômico. Esse gene é encontrado no grande agrupamento de genes de histonas no cromossomo 6.